# Кречковський Маріян
Маріян Кречковський (14 грудня 1890, Заболотів — 1950, Львів) — український вчений-правник, адвокат, доктор права. Вояк Легіону УСС, сотник УГА.

## Життєпис
Народився 14 грудня 1890 року в містечку Заболотів на Снятинщині.
Закінчив Академічну гімназію у Львові. Навчався на правничому факультеті Львівського університету.
У 1913 р. служив однорічником у полку польової артилерії. Першу світову війну закінчив як командант батареї в званні поручника Легіону УСС. Під час Листопадового чину брав участь в роззброєнні команди поліції у Львові (разом з четарем Любомиром Огоновським.

В Українські Галицькій Армії — командант батареї 7-го гарматного полку, був поранений під Щирцем. Під час Чортківської офензиви УГА став командантом полку. 
|  | перед приходом большевиків до Ольгополя комендант 7-го полку, сотник Маріян Кречковський взяв одну батерію, що стояла тоді в селі Слобода Ольгопільська, подався в напрямі рейдуючої Армії УНР і успішно получився з нею. |

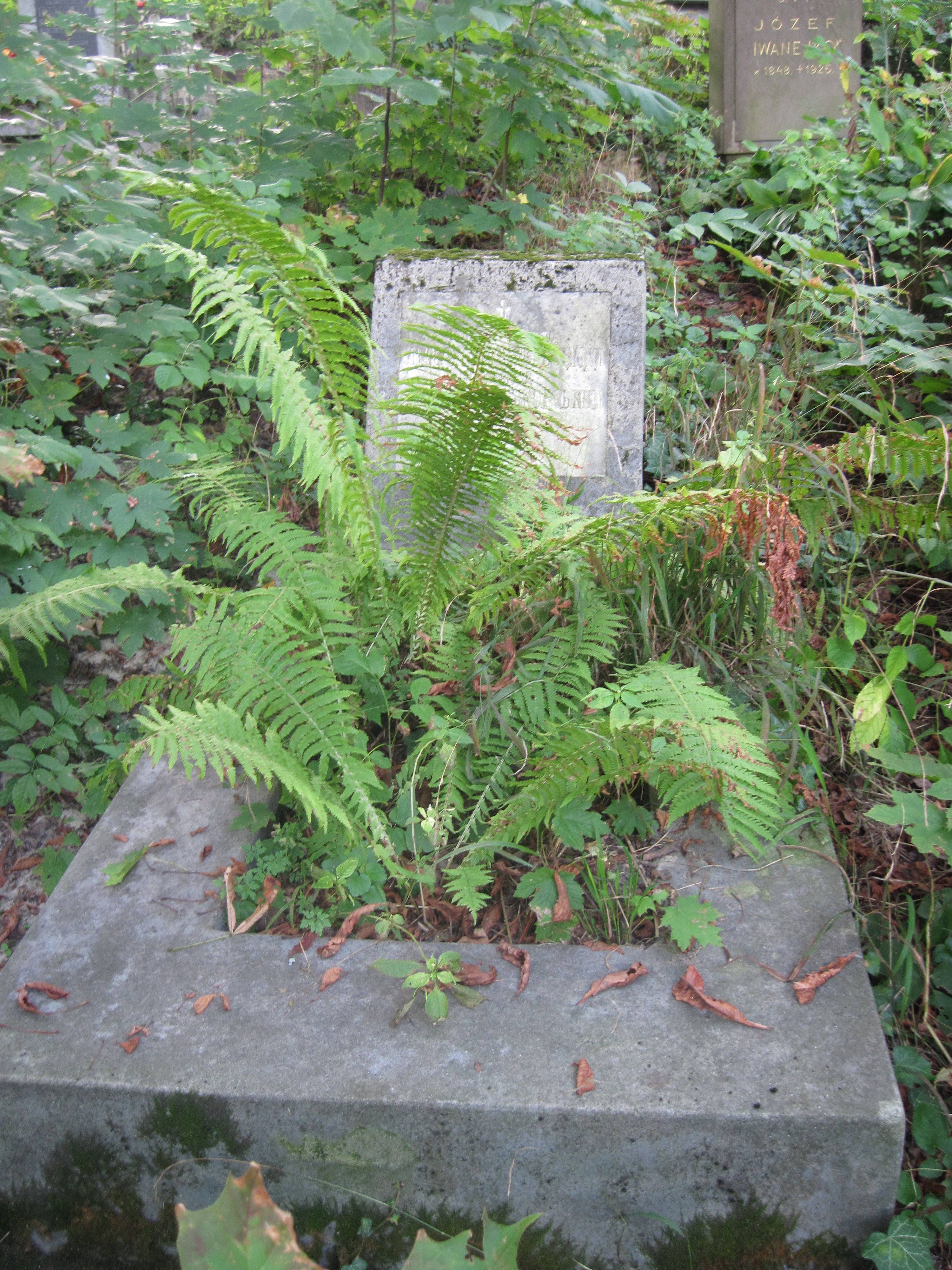
Надгробок Маріана та о. Макарія Кречковських

В 1920 р. був ув'язнений поляками, на 1 рік конфінований. Закінчив навчання у Львівському університеті, судову й адвокатську практику провадив у Солотвині, довший час — у Золотому Потоці (власну адвокатську канцелярію відкрив у 1927 р.). 
Помер у Львові, похований на 18 полі Личаківського цвинтаря у Львові.